# Pulihora

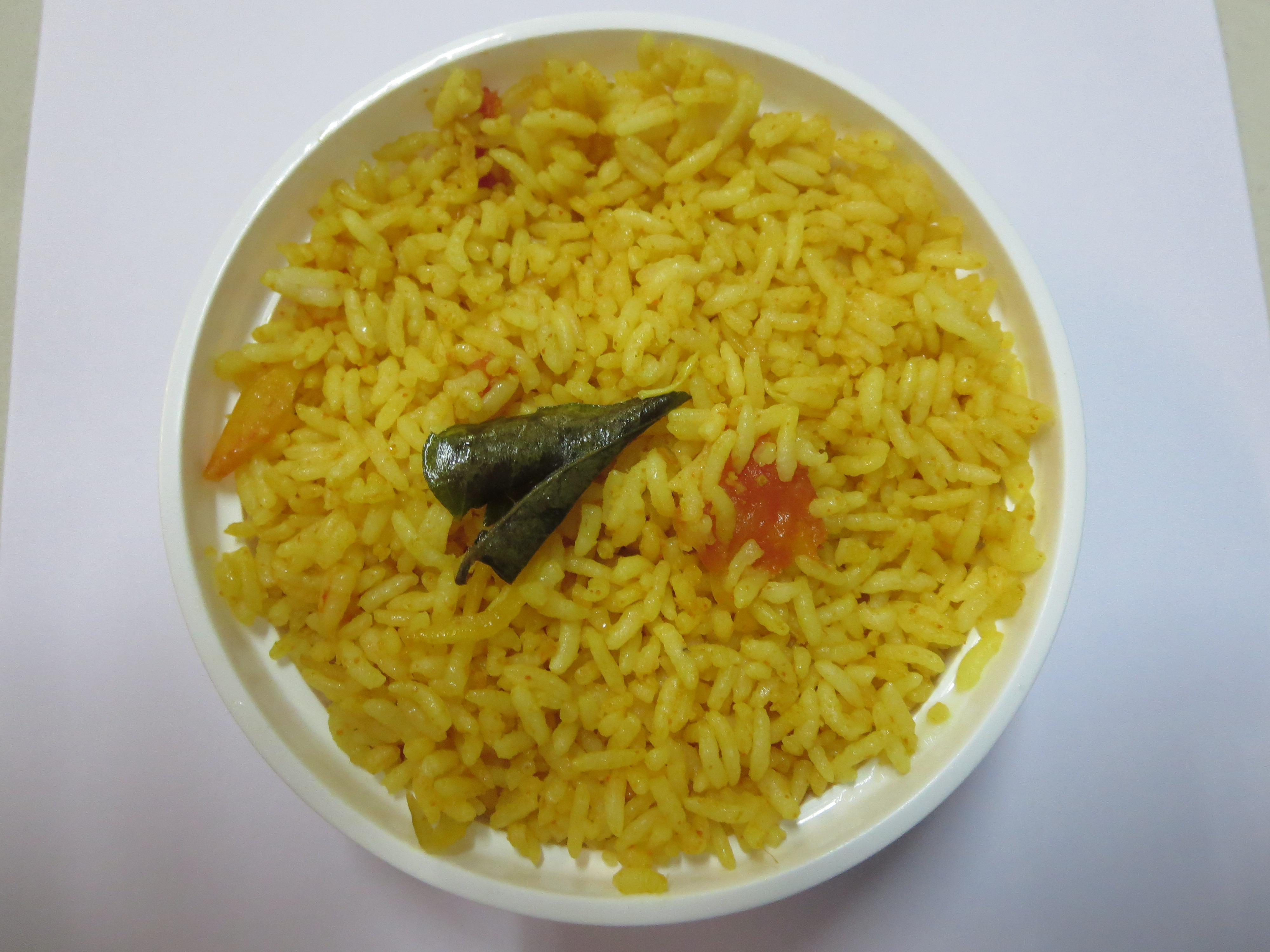
El pulihora es un plato indio de arroz basmati que tiene un sabor ácido, salado y especiado. Tiene hojas de curry, cúrcuma, tamarindo y jaggery.

El Pulihora o también denominado: Puliyodhara o Chitrannam es una preparación de arroz basmati típica de la cocina india muy común en las zonas de Andhra Pradesh, Tamil Nadu y Karnataka. Puli significa sabor ácido. Pulihora puede referir a arroz ácido. Se suele conocer como arroz al tamarindo o arroz limón. En la costa norte de Andhra Pradesh, viz., en los distritos de Srikakulam, Visakhapatnam y Vizianagaram distritos, las gente suele denominar a este plato Saddi pero las jóvenes generaciones ya no conocen este nombre. Existen preparaciones semi-elaboradas de este plato en los supermercados de la India.

## Características
El 'Pulihora tiene un sabor ácido, salado y especiado al mismo tiempo. Se considera un plato rápido de elaborar y barato, por esta razón es considerado un plato muy humilde. Entre las especias que contiene este plato se encuentran las hojas de curry, curcuma, tamarindo/limón y a veces una pizca de jaggery. 